# Let’s Shake Hands
Let’s Shake Hands – debiutancki singel amerykańskiego zespołu The White Stripes. Został wydany w marcu 1998 roku i jest pierwszym śladem ich działalności. Nie wydano go na żadnym z sześciu albumów studyjnych grupy, znajduje się natomiast na albumach koncertowych Under Blackpool Lights oraz Under Great White Northern Lights.
„Let’s Shake Hands” prezentuje wczesne, punkowe brzmienie zespołu. Singel zawiera również cover piosenki Marlene Dietrich „Look Me Over Closely”.
Pierwotnie singel wydano w formie czerwonej 7" płyty winylowej, w liczbie 500 sztuk. W 2002 roku wydano 1000 sztuk na czarnym winylu. W 2008 roku, wydano „potajemnie” trzecią wersję singla, również na czarnym winylu, w nakładzie 1000 ręcznie ponumerowanych egzemplarzy. Wszystkie 3 wersje są prawdziwym rarytasem dla fanów zespołu, i stanowią jedne z najcenniejszych wydań w całej dyskografii The White Stripes.
W 2009 roku, Third Man Records, wydało kolejną, limitowaną edycję singla, różniącą się od poprzednich min. okładką. W kwietniu i maju 2011 roku, wydano ponownie dwie reedycje singla (obie na 7" płycie winylowej).

## Lista utworów
| Nr | Tytuł utworu                                           | Długość |
| -- | ------------------------------------------------------ | ------- |
| 1. | „Let’s Shake Hands”                                    | 2:03    |
| 2. | „Look Me Over Closely” (cover utworu Marlene Dietrich) | 2:17    |
|    |                                                        | 4:20    |